# Клируотер (город, Миннесота)
Кли́руотер (англ. Clearwater) — город в округах Райт,Стернс, штат Миннесота, США. На площади 3,3 км² (3 км² — суша, 0,3 км² — вода), согласно переписи 2002 года, проживают 858 человек. Плотность населения составляет 286,1 чел./км².
- Телефонный код города — 320
- Почтовый индекс — 55320
- FIPS-код города — 27-11800[1]
- GNIS-идентификатор — 0641312[2]